# Bisbat de Fukuoka
El bisbat de Fukuoka (japonès: カトリック鹿児島教区, llatí: Dioecesis Fukuokaensis) és una seu de l'Església Catòlica al Japó, sufragània de l'arquebisbat de Nagasaki. Al 2004 tenia 31.289 batejats sobre una població de 7.754.937 habitants. Actualment està regida pel bisbe Dominic Ryōji Miyahara.

## Territori
La diòcesi comprèn les prefectures de Fukuoka, Saga i Kumamoto, a l'illa Kyushu
La seu episcopal és la ciutat de Fukuoka on es troba la catedral de la Mare de Déu de la Victòria.
El territori s'estén sobre 14.808 km², i està dividit en 64 parròquies.

## Història
La diòcesi va ser erigida el 16 de juliol de 1927 amb el breu Catholicae Fidei del Papa Pius XI, prenent el territori de la diòcesi de Nagasaki (avui arxidiòcesi). Inicialment, la diòcesi va ser confiada a la Societat per a les Missions Exteriors de París.
El 27 de març de 1928 cedí una part del seu territori per tal que s'erigís la missió sui iuris de Miyazaki (avui diòcesi d'Oita).

## Cronologia episcopal
- Fernand-Jean-Joseph Thiry, M.E.P. † (14 de juliol de 1927 - 10 de maig de 1930 mort)
- Albert Henri Charles Breton, M.E.P. † (9 de juny de 1931 - 16 de gener de 1941 renuncià)
- Dominic Senyemon Fukahori † (9 de març de 1944 - 15 de novembre de 1969 jubilat)
- Peter Saburo Hirata, P.S.S. † (15 de novembre de 1969 - 6 d'octubre de 1990 jubilat)
- Joseph Hisajiro Matsunaga † (6 d'octubre de 1990 - 2 de juny de 2006 mort)
- Dominic Ryōji Miyahara, des del 19 de març de 2008

## Estadístiques
A finals del 2006,la diòcesi tenia 31.289 batejats sobre una població de 7.754.937 persones, equivalent al 0,4% del total.
| any  | població | població  | població | sacerdots | sacerdots       | sacerdots       | sacerdots             | diaques | religiosos | religiosos | parròquies |
| ---- | -------- | --------- | -------- | --------- | --------------- | --------------- | --------------------- | ------- | ---------- | ---------- | ---------- |
| any  | batejats | total     | %        | total     | clergat secular | clergat regular | batejats por sacerdot | diaques | homes      | dones      |            |
| 1950 | 13.712   | 6.000.000 | 0,2      | 47        | 41              | 6               | 291                   |         | 7          | 173        | 26         |
| 1970 | 24.151   | 6.656.400 | 0,4      | 98        | 28              | 70              | 246                   |         | 78         | 425        | 58         |
| 1980 | 28.486   | 7.150.914 | 0,4      | 103       | 31              | 72              | 276                   |         | 81         | 462        | 57         |
| 1990 | 29.714   | 7.523.417 | 0,4      | 108       | 84              | 24              | 275                   |         | 35         | 431        | 67         |
| 1999 | 32.037   | 7.751.210 | 0,4      | 89        | 40              | 49              | 359                   |         | 52         | 435        | 64         |
| 2000 | 30.968   | 7.762.559 | 0,4      | 100       | 38              | 62              | 309                   |         | 67         | 438        | 65         |
| 2001 | 31.801   | 7.762.559 | 0,4      | 97        | 44              | 53              | 327                   |         | 56         | 427        | 64         |
| 2002 | 31.709   | 7.769.538 | 0,4      | 94        | 38              | 56              | 337                   |         | 59         | 412        | 64         |
| 2003 | 31.881   | 7.776.543 | 0,4      | 88        | 38              | 50              | 362                   |         | 55         | 418        | 63         |
| 2004 | 31.597   | 7.736.047 | 0,4      | 89        | 39              | 50              | 355                   |         | 57         | 491        | 63         |
| 2006 | 31.289   | 7.754.937 | 0,4      | 87        | 36              | 51              | 359                   |         | 58         | 410        | 64         |